# مملكة سيتاواكا
تقع مملكة سيتاواكا (بالسنهالية: සීතාවක، بالتاميلية: சீீீதாவாக்கை இராசதானி) في جنوب وسط سريلانكا. وقد نشأت نتيجة تقسيم مملكة كوتي بعد إفساد فيجاياباهو لها في عام 1521. وعلى مدى السنوات السبعين لاتي لحقت ذلك، أصبحت هذه الجزيرة مهيمنة على جزء كبير من المنطقة. شكلت سيتاواكا مقاومة شرسة ضد البرتغاليين الذين وصلوا إلى الجزيرة عام 1505. على الرغم من النجاحات العسكرية التي حققتها سيتاواكا إلا أنها ظلت غير مستقرة، إذ كان لزامًا عليها أن تكافح الانتفاضات المتكررة في أراضيها الكاندية المتوترة، فضلًا عن صراع واسع النطاق ومدمر غالبًا مع البرتغاليين. تفككت مملكة سيتاواكا بعد وفاة الملك السابق راجاسميحا الأول عام 1593.

## التاريخ

### التأسيس
شكَّلت مملكة كوتي القوة الرئيسية في غرب سريلانكا منذ تأسيسها في أوائل القرن الخامس عشر؛ وفي ظل حكم باراكاراماباهو السادس، كان نظام الحكم الأخير الذي جمع بين جزيرة سريلانكا بالكامل تحت تاج واحد. لكن بحلول عام 1467، حصلت مملكة جفنا في الشمال على استقلالها. في عام 1505، وصل البرتغاليون إلى سريلانكا؛ وبحلول عام 1518 رسى أسطول كبير من السفن البرتغالية في كولومبو وبدأوا في بناء حصن يُعرف باسم سانتا باربارا. وإلى الشرق، كانت مملكة كاندي العميلة في ذلك الوقت قد حصلت على استقلالها إلى درجة كبيرة.
تم خلع فيجاياباهو السابع من كوتي (1509-1521) في انقلاب قصر عرف باسم إفساد فيجاياباهو عام 1521 من قبل أبنائه الثلاثة الذين كانوا يخشون أن يتم التغاضي عن توليهم العرش لصالح الابن الرابع لفيجاياباهو، ديفاراجا. ثم خلفه ابته البكر على العرش كبوفانيكاباهو السابع، بينما استولى الاثنان الآخران على أجزاء من كوتي – إذ حكم الملك مايدوني كل من سيتاواكا وباراجاسينا ليأسس بذلك مملكة رايجاما. كانت مملكة كاندي فعلياً خارج سيطرة أي من هذه الدول الثلاث الخلف.
في البداية غطت مملكة سيتاواكا منطقة صغيرة نسبيًا بما في ذلك كوسغاما ورووانويلا وياتيانتوتا وهانويلا وبادوكا وإيهالياغودا وكوروويتا وراتنابورا. تميزت هذه المناطق جبلية شديدة الانحدار ويحدها من الشرق ممكلة كاندي دون طريق ممر بحري. تقع العاصمة - أفيساويلا الحديثة - على تلة شديدة الانحدار عند قاعدة التلال الزرقاء التي ترتفع حوالي 1000 قدم (300 متر) فوق الغطاء الحراجي المحيط.

### النهضة (1521 - 1551)
بعد صعوده إلى العرش مباشرةً، بدأ بهوفانيكابهو بتقوية علاقاته مع البرتغاليين من أجل تأمين عرشه من أي تحدٍّ محتمل من سيتاواكا. رغم أن المقاومة المحلية منعتهم من إكمال قلعة في كولمبو، فقد ظلَّ 1524 عميل برتغالي في كوتي تحت حماية الملك، وبدأت القوات البحرية البرتغالية في مواجهة مالاباري مابيلا من أجل السيطرة على سينامونير ضد بونفانيكابهو، الذي بدوره كان يساعد القوات التي أرسلها نائب الملك البرتغالي في غوا. فشلت محاولة أخرى للاستيلاء على كوتي عام 1537 عندما هُزِمَت قوات مايدوني على يد قوة عسكرية بقيادة النقيب البرتغالي العام في كولمبو، أفونسو دي سوزا؛ أسطول بحري أرسل من كاليكوت للمساعدة في هذه الغزوة قد هزمه البرتغاليون في فيدالاي. وقد تم التفاوض على هدنة بين سيتاواكا وكوتي في أعقاب الصراع، وحوّل مايدوني انتباهه جنوباً إلى مملكة رايجاما التي ضمها بعد وفاة رايجام باندارا (باراراجاسينا) عام 1538.
ثم أعقب ذلك غزوتين ضد ممكلة كوتي في السنوات الخمس المقبلة. الأولى، بدأت عام 1539، فشلت في أعقاب المقاومة التي نظمها الكابتن البرتغالي الجديد ميغيل فيريرا في كولومبو. على الرغم من تقديم كاليكوت مساعدات بالقوات والأسلحة مرة أخرى إلى سيتاواكا؛ لكن بعد الهزيمة، تم تسليم كل من كولهيناماريككار وبشيماريككار، وهما اثنان من جنرالات سامري كاليكوت، إلى البرتغاليين وانتهى التحالف بين كاليكوت وسيتاواكا. في عام 1543، أفادت الأنباء أن بهوفانيكابهو قد ذكر حفيده كخليفة له، ما دفع إلى غزو آخر، إلا أنه قد صدَّ مرة أخرى قوات الإغاثة البرتغالية بقيادة القائد العام الجديد أنطونيو باريتو.